# Ron Clarke
Pour le personnage de bande dessinée, voir Jean-Michel Charlier#Principales créations.
Cet article possède un paronyme, voir Ronald J. Clarke.
Pour les articles homonymes, voir Clarke.

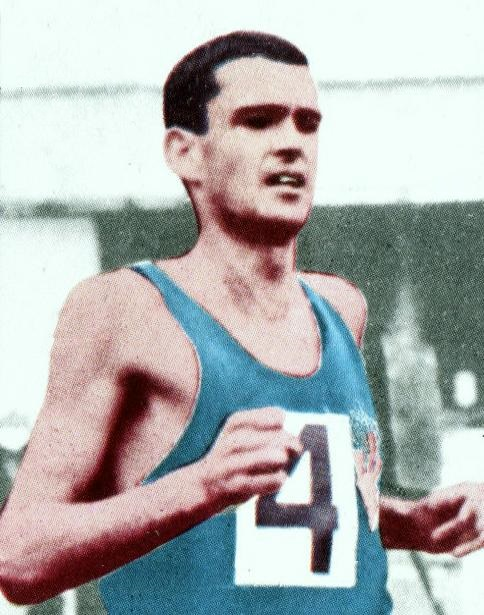
Ron Clarke en 1967.

Ronald Clarke, né le 21 février 1937 à Melbourne et mort le 17 juin 2015 à Southport, est un ancien athlète et homme politique australien, pratiquant le fond et demi-fond.

## Biographie

### Carrière sportive

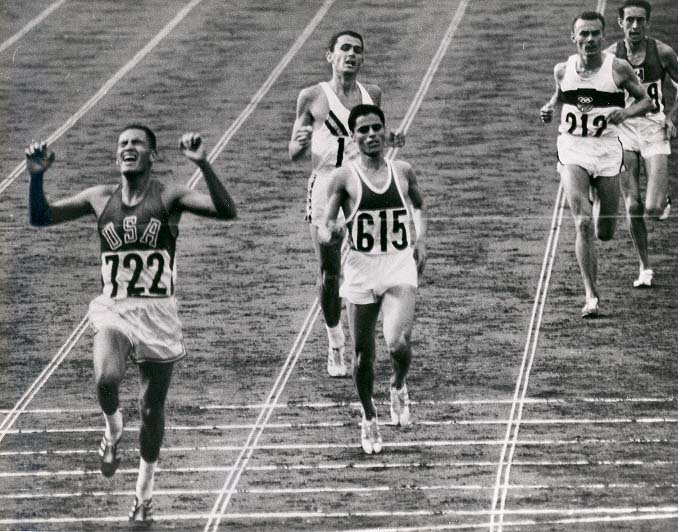
Ron Clarke, 3e, (n° 1(2) visible) derrière Billy Mills (722) et Mohammed Gammoudi (615) aux Jeux olympiques de 1964.

Bien que reconnu comme l'un des plus grands coureurs de fond et demi-fond durant les années 1960, il ne parviendra jamais à obtenir une médaille d'or lors d'un grand championnat. C'est ainsi qu'il obtient une médaille de bronze aux Jeux olympiques de 1964 à Tokyo. Pour l'édition suivante, il souffre de problèmes d'altitude et ne finit qu'aux 5e et 6e places sur 5 000 et 10 000 m.
Lors des Jeux du Commonwealth, il échouera à chaque fois à la deuxième place et remportera ainsi trois médailles d'argent en trois éditions.
Son talent est toutefois sans discussion : il bat ainsi 17 records du monde au cours de sa carrière. Parmi ceux-ci, le 14 juillet 1965, il établit le record des 10 000 m en 27 min 39 s 4, améliorant le record du monde de la discipline de 35 secondes, et devenant le premier homme sous les 28 minutes sur la distance.
Il a également connu l'honneur, bien que n'étant à l'époque qu'un jeune athlète prometteur, d'être le dernier porteur de la flamme olympique lors de l'édition des Jeux olympiques d'été de 1956 à Melbourne. Puis, lors des Jeux du Commonwealth de 2006 de Melbourne, il fait partie des quatre coureurs qui portent le Queen's Baton lors de la cérémonie d'ouverture.

### Carrière politique
Il est maire de Gold Coast, dans le Queensland, de 2004 à 2012.

## Palmarès

### Jeux olympiques d'été
- Jeux olympiques de 1964 à Tokyo,  Japon
  -  Médaille de bronze sur 10 000 m
  - 9e du 5 000 m
  - 9e du marathon
- Jeux olympiques de 1968 à Mexico
  - 5e du 5 000 m
  - 6e du 10 000 m

### Jeux de l'Empire britannique et du Commonwealth
- Jeux de l'Empire britannique et du Commonwealth de 1962 à Perth ( Australie)
  -  Médaille d'argent du 3 miles
- Jeux de l'Empire britannique et du Commonwealth de 1966 à Kingston ( Jamaïque)
  -  Médaille d'argent du 3 miles
  -  Médaille d'argent du 6 miles
- Jeux de l'Empire britannique et du Commonwealth de 1970 à Édimbourg ( Écosse)
  -  Médaille d'argent du 10 000 m

### Record du monde
- 17 records du monde